# Magnavox

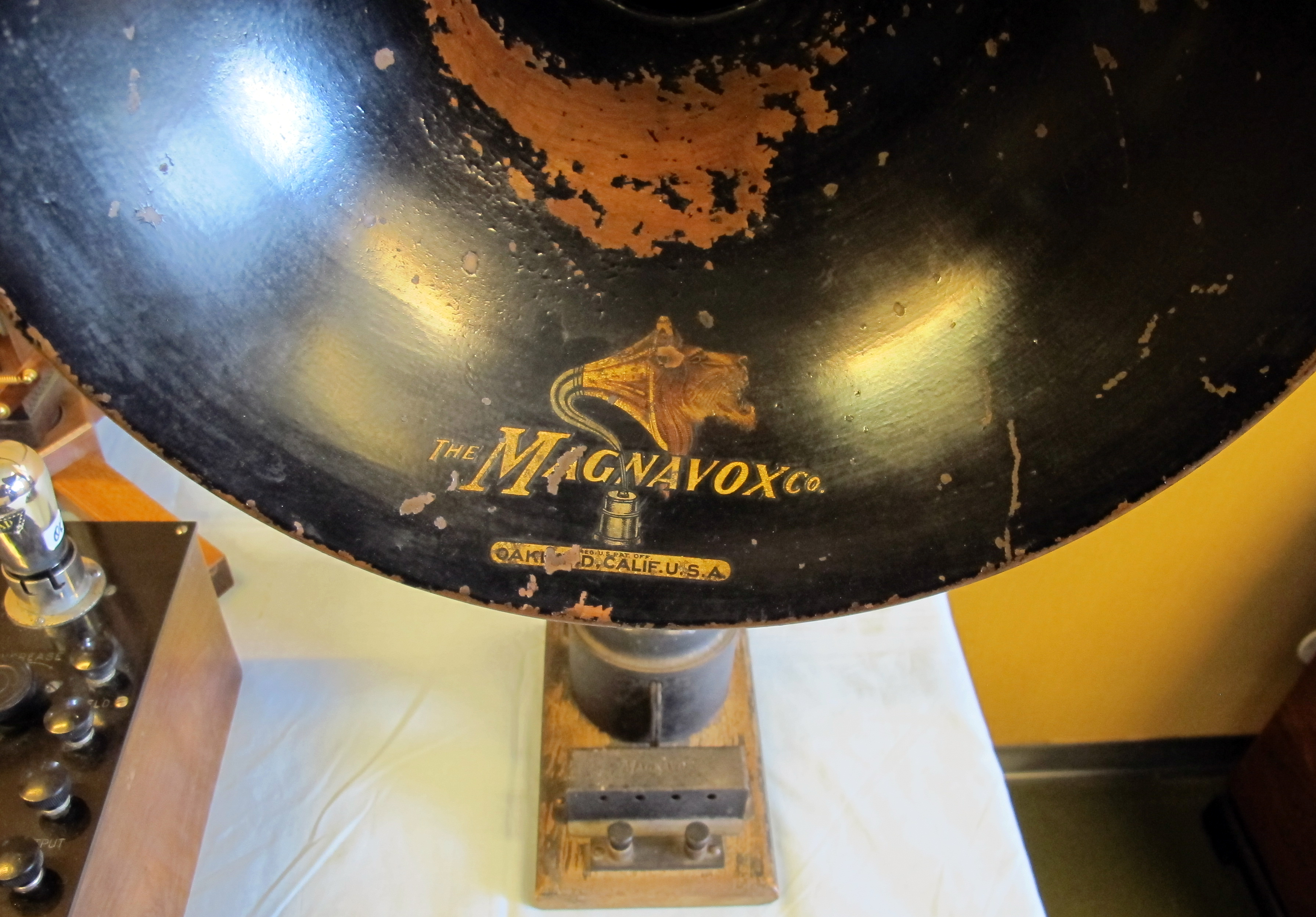
Magnavox

Magnavox (z łac. „świetny dźwięk”) – przedsiębiorstwo elektroniczne założone przez Edwina Pridhama i Petera L. Jensena. W 1915 bracia stworzyli głośnik dynamiczny i nazwali go „Magnavox”. Firma została założona w 1917 pod tą samą nazwą w celu sprzedaży produktu.
Magnavox stała się jedną z większych firm konsumenckich i wojennych. Produkowała radia, telewizory i gramofony.
Wraz ze stworzeniem Odyssey w 1972, Magnavox stworzył rynek domowych konsoli gier wideo. W 1974 Philips wykupił oddział Magnavoksa zajmujący się elektroniką użytkową. Pod koniec lat 70. XX wieku firma stworzyła Odyssey², znane też jako Philips Videopac. W latach 90. niektóre produkty Philips były sprzedawane pod marką „Philips Magnavox” w celu zwiększenia świadomości na temat marki Phillips u konsumentów ze Stanów Zjednoczonych.
Wydział wojskowy pozostał niezależny pod nazwą Magnavox Electronic Systems do 1995, kiedy został wykupiony przez Hughes Electronics.
Marka Magnavox nadal jest używana przez Philips przy sprzedaży tańszych produktów firmy.
W Australii prawa do marki Magnavox należą do Mistral Ltd., hongkońskiej firmy, która używa jej do sprzedaży wyposażenia audiowizualnego.